# أبراج الفتان مارين
أبراج الفتان مارين هو مجمع يقع في قسم مرسى دبي في دبي، الإمارات العربية المتحدة. تقع الأبراج داخل مساكن شاطئ جميرا، وهي عبارة عن مشروع سكني وفندقي مكون من 40 برجًا و7000 وحدة سكنية ويمتد إلى جانب مرسى دبي
.يتميز المشروع بقربه من ممشى جي بي آر وشارع الشيخ زايد وقد انتهت الأعمال الإنشائية في المشروع في عام 2006.
ويتكون «الفتان مارين تاورز» من مجموعة 229 شقة، ويضم الأبراج نادياً صحياً ، وحوض سباحة، وحديقة كما يتميّز بأنه أطول المباني في منطقة «جميرا بيتش ريزيدنس»

## وصف أبراج الفتان مارين
تتكون أبراج الفتان مارين من برجين توأمين بارتفاع 50 طابقاً، برج الفتان، وبرج شاطئ الواحة، ويتكون من شقق سكنية ومخدومة تم بيعها منذ ذلك الحين للمستثمرين الأفراد. يبلغ ارتفاع كلا البرجين 245 م (804 قدم)، وهي أطول المباني في مساكن شاطئ جميرا. تم الانتهاء من بناء كلا البرجين في عام 2006. في عام 2012، بدأ شركة الفتان في بناء برجين شاهقين على الشاطئ أمام الأبراج مما سيحد إلى حد كبير من المناظر البحرية من أبراج الفتان البحرية. كان الفتان قد هدم فندقًا من 10 طوابق في الموقع، وهو فندق الواحة، الذي شيده قبل حوالي عقد من الزمان. في الأصل، اقترح الفتان بناء مبنى ضخم في الموقع ليتم تسميته برج الفتان، ولكن تم اتخاذ قرار لاحق لتقسيم المشروع إلى برجين شاهقين. لا يُعرف عدد الطوابق بالضبط لأنه لم يكن هناك إفصاح عام عن المشروع.
الفتان العقارية هي شركة مطورة للفلل والمكاتب ومجمعات البيع بالتجزئة والمستودعات والفنادق والمنتجعات. تم الانتهاء من مشروع في عام 2012 وهو منتجع 5 نجوم 259 غرفة على شاطئ البحر في نخلة الجميرة والذي يضم أيضًا 28 وحدة سكنية فاخرة. تم تسمية المنتجع، الذي تديره سلسلة فنادق أكور التركية الفاخرة، باسم ريكسوس النخلة دبي.

## روابط خارجية
- موقع الشركة